# ريتشارد غاريوت
ريتشارد غاريوت (بالإنجليزية:Richard Garriott) ( ولد في 4 يوليو عام 1961) هو مطور ألعاب فيديو أمريكي-بريطاني . غاريوت كان في الأصل مصمم ومبرمج ألعاب وهو الآن يشارك في جميع نواحي تطوير وسوق ألعاب الفيديو . في أكتوبر عام 2008 انطلق ريتشارد في رحلة إلى الفضاء الخارجي عبر مركبة فضائية إلى محطة الفضاء الدولية كـ سائح فضاء وعاد بعد 12 يوم .

## بعض الألعاب التي عمل عليها
- الصفحة البيضاء
- City of Villains
- City of Heroes
- Lineage II
- Ultima IX: Ascension
- Lineage
- Ultima Online: The Second Age
- ألتيما أون لاين

## روابط خارجية
- ريتشارد غاريوت على موقع IMDb (الإنجليزية)
- ريتشارد غاريوت على موقع الموسوعة البريطانية (الإنجليزية)
- ريتشارد غاريوت على موقع ميوزك برينز (الإنجليزية)
- ريتشارد غاريوت على موقع إن إن دي بي (الإنجليزية)
- ريتشارد غاريوت على موقع قاعدة بيانات الفيلم (الإنجليزية)